# Юнг, Яан
Яан Юнг (эст. Jaan Jung, 18 ноября (6 ноября) 1835, дер. Имавере, Лифляндская губерния (ныне волость Имавере, уезда Ярвамаа, Эстонии) — 26 июня (13 июня) 1900, там же) — видный эстонский культурно-общественный деятель, историк, биограф, археолог и фольклорист, публицист, музыкант, переводчик, автор учебников.

## Биография
Яан Юнг был простым уездным школьным учителем и археологом-любителем.
Во второй половине XIX века он с помощью обширной переписки инициировал широкую кампанию по общей инвентаризации и каталогизации памятников древностей и старины в Эстонии, стал организатором движения эстонцев по их обнаружению в стране.
В результате этого ему удалось каталогизировать почти 500 памятников эстонской истории. Самые важные из них, Юнг начал публиковать в «Muinasaja teadus eestlaste maalt» (первый список памятников увидел свет в 1898, 1899 и посмертно в 1910).
Это стало первым шагом в развитии эстонской археологии.
Собирал данные о знаменитых камнях своего края, в 1910 посмертно была опубликована книга Яана Юнга «Наука о древнем времени эстонской земли», в которой он описал ряд монолитов, обнаруженных в Эстонии.
Вместе с Матиасом Йоганом Эйсеном (1857—1934) и Оскаром Калласом (1868—1946) был инициатором мероприятия по сбору народной музыки. До сегодняшнего дня Эстонский архив фольклора в Тарту хранит одну из самых больших мировых коллекций фольклористики.
Занимался переводами. Им, например, переведена на родной язык «Хроника Ливонии» Генриха фон Леттланда, описывающая исторические события в Ливонии и окружающих странах в период с 1180 по 1227 год.
Сотрудничал с многими эстоноязычными газетами. Играл на органе.
Был членом Учёного Эстонского общества и Финского общества старины (Suomen Muinaismuisto-Yhtiö).
Труды Яана Юнга находятся сейчас в Эстонском музее литературы.
Похоронен на кладбище Пилиствере.

## Избранная библиография
- Eesti rahwa wanast usust, kombedest ja juttudest. Tartu: H. Laakmann, 1879.
- Halliste ja Karksi kirikute ja kihelkondade ajalugu: Halliste kiriku 25-aastase juubileumi mälestuseks 29. Okt. 1892. Tartu, 1893.
- Jutustused Türgi sõaplatsist 1877. Viljandi, 1877.
- Järwa maa ja Paide lossi ja linna aja loust. Tartu: H. Laakmann, 1879.
- Liiwimaa kuningas Magnus ja Wene Zaar Joann Wassiljewitsh IV, ehk, tükike Wene- ja Läänemere maade ajalugust aastast 1530 kunni 1584. Tartu: H. Laakmann, 1874.
- Liiwlaste würst Kaupo, ja sõdimised tema päewil, kui ka Liiwi rahwast ja nende kadumisest siin maal. Tartu: H. Laakmann, 1876.
- Mönda Isamaa wanust aegust. Tartu: H. Laakmann, 1874.
- Nurmegunde maa ja Põltsama lossi ja linna aja loust. Tartu: H. Laakmann, 1879.
- Rootslaste wäljarändamine Hiiomaalt aastal 1781, ja teiste Eestimaal elawa Rootslaste loust aastast 1345 kunni 1800. Tartu: H. Laakmann, 1875.
- Sakala maa ja Wiliandi lossi ja linna aja loust : lõpetuses mõned Wiliandi maa rahwa wanad jutud. Tartu: H. Laakmann, 1878.
- Sõda Wolmari linna al ja Rakwere linna õnnetu kadumine. Tartu: H. Laakmann, 1876.
- Õntsa dr. Martin Luteruse elu lugu : Luteruse 400 aastase sündmise pääwa mälestuseks. Tartu : H. Laakmann, 1883.
- Muinasaja teadus Eestlaste maal. I(II) osa : kohalised muinasaja kirjeldused Liiwimaalt, Pernu ja Wiljandi maakonnast. Tallinn: Artsturm, 2000.
- Läti Hendriku Liiwi maa kroonika ehk Aja raamat. Alguskirja järele välja annud J. Jung. 4 vihikut. Tartu: H. Laakmann, 1881—1884.